# American Pastime
American Pastime est un film américain de Desmond Nakano sorti en 2007.

## Synopsis
La famille américaine d'origine japonaise Nomura est internée à la suite de la publication du décret présidentiel 9066. Dans le camp d'internement, des équipes de baseball vont se former entre les différents groupes de prisonniers.

## Fiche technique
- Réalisation : Desmond Nakano
- Scénario : Desmond Nakano et Tony Kayden
- Musique : Joseph Conlan
- Pays d'origine :  États-Unis
- Durée : 105 minutes
- Date de sortie : 18 mars 2007 (États-Unis)
- Genre : drame

## Distribution
- K. J. Adachi : Little Bambino
- Richard Allen : Joe Johnson
- Chris Beames : l'enfant
- Carlton Bluford : Lester Johnson
- Big Budah : Bambino Hirose
- Gary Cole : Billy Burrell
- Sarah Drew : Katie Burrell
- Joey Miyashima : le dissident

## Autour du film
Cette fiction relate la vie quotidienne dans les camps d'internement des Japonais-américains mis en place aux États-Unis après l'attaque de Pearl Harbor en 1941. L'une des très rares distractions de ces prisonniers était le baseball.